# Ze’ew Binjamin Begin
Ze’ew Binjamin (Benny) Begin (hebr. זאב בנימין בגין, ur. 1 marca 1943) – izraelski polityk, minister nauki w latach 1996–1997, potem dwukrotnie minister bez teki, poseł do Knesetu w latach 1988–1999, 2009–2013 i 2015–2019, syn byłego premiera Izraela, Menachema.

## Życiorys
Z wykształcenia geolog, po raz pierwszy trafił do Knesetu w 1988 roku z listy partii prawicowej Likud. W 1993 roku startował w wewnętrznych wyborach partyjnych na szefa tego ugrupowania, chcąc zastąpić Icchaka Szamira, ale pokonał go Binjamin Netanjahu. Od 1996 roku był ministrem nauki w rządzie Netanjahu. Zrezygnował w 1997 roku na znak protestu przeciwko porozumieniom z Palestyńczykami dotyczącymi Hebronu.
Utworzył nowe ugrupowanie, wyprowadzając z Likudu najbardziej zdecydowanych zwolenników twardej polityki względem Arabów. Nową partię nazwał Herut – Ruch Narodowy, pragnąc przypomnieć dawne ugrupowanie jego ojca, które weszło w skład Likudu. Wraz z pełnym poparciem byłego premiera, Icchaka Szamira partia Begina utworzyła koalicję z mniejszymi ugrupowaniami prawicowymi – Izraelską Unię Narodową (Ha-Ichud Ha-Leumi), sprzeciwiającą się porozumieniom z Oslo.
W wyborach 1999 roku Unia zdobyła cztery miejsca w Knesecie. Wynik ten był o wiele poniżej oczekiwań Begina, który zrezygnował z przewodnictwa w partii. W ostatniej chwili wycofał się także z kandydowania na urząd premiera i zakończył przygodę z polityką. Na stanowisku szefa ugrupowania zastąpił go Micha’el Kleiner. Begin zajmował się prowadzeniem wykładów dla studentów izraelskich szkół wyższych.
2 listopada 2008 r. powrócił do polityki, wstępując ponownie do Likudu i startując w wyborach parlamentarnych do Knesetu.
Po wyborach w 2009 roku, w wyniku których lider Likudu Binjamin Netanjahu utworzył koalicję rządową, Begin wszedł 31 marca 2009 w skład gabinetu jako minister bez teki.
W kwietniu 2019 utracił miejsce w parlamencie.